# بين مارتن (لاعب كرة قدم)
بين مارتن (بالإنجليزية: Ben Martin)‏ هو لاعب كرة قدم بريطاني، ولد في 15 نوفمبر 1982 في Harpenden ‏ في المملكة المتحدة.